# San Juan Tocuila
San Juan Tocuila är en ort i kommunen Otumba i delstaten Mexiko i Mexiko. Samhället hade 326 invånare vid folkräkningen år 2020.